# Bernhard Kutzler
Bernhard Alois Kutzler (* 6. Juni 1961 in Linz) ist ein österreichischer Mathematiker, Bewusstseinsforscher und Sachbuchautor.

## Mathematiker
Während des Studiums der Mathematik an der Johannes Kepler Universität (JKU) Linz arbeitete Kutzler zunächst als Softwareentwickler im österreichischen Stahlkonzern VÖEST. Ab 1982 war er als Studienassistent bei Bruno Buchberger und ab 1983 auch als Lektor an der Universität tätig, wo er 1984 den akademischen Grad Diplom-Ingenieur erlangte. In der Folge war er Vertragsassistent am von Buchberger gegründeten Forschungsinstitut für Symbolisches Rechnen (RISC-Linz), beendete sein Studium 1989 und wurde zum Doktor der technischen Wissenschaften promoviert.
Kutzler war für die Organisation der Weltkonferenz für Computeralgebra 1984 an der Universität Linz zuständig. Anschließend assistierte er Buchberger beim Übersiedeln des Instituts ins Schloss Hagenberg und beim Aufbau des Softwarepark Hagenberg.
Sein Forschungsinteresse verschob sich vom Thema seiner Dissertation, dem Automatischen Beweisen, hin zum Einsatz von Computeralgebrasystemen zum Lehren und Lernen von Mathematik. 1990 gründete er die Soft Warehouse Europe GmbH & Co. KG mit Sitz im Softwarepark Hagenberg. Er blieb weiterhin als Lektor an der Universität tätig.
Soft Warehouse Europe fungierte als europäischer Vertreter des in Honolulu ansässigen Unternehmens Soft Warehouse Inc., das das Computeralgebrasystem Derive als Nachfolgeprodukt von muMATH entwickelt hatte. Kutzler war verantwortlich für Lokalisierung von Derive in europäische Sprachen und den Aufbau des europäischen Marktes.
Im Jahr 1995 gründete er außerdem das Unternehmen bk teachware Lehrmittel GmbH & Co. KG, um Derive und andere mathematische Lehrmittel am deutschsprachigen Markt zu vertreiben. Kutzler nützte beide Unternehmen, um seine Ideen zu einer Veränderung des Mathematikunterrichts international bekannt zu machen. Er ist Autor des Handbuchs zu Derive, verfasste zahlreiche Schriften zum Einsatz von Computeralgebrasystemen im Unterricht und gab die fachspezifische „bk teachware Schriftenreihe“ heraus.
Kutzler begründete die sogenannte Gerüstmethode, die den sinnvollen Einsatz von Technologie im Unterricht beschreibt.
Von 1995 bis 2002 war er als Berater für Texas Instruments tätig und unterstützte die Markteinführung des ersten Computeralgebra-Taschenrechners TI-92 in Europa. Von 2006 bis 2010 war Kutzler Berater für Texas Instruments im Bereich der Markteinführung von TI-Nspire. 2010 beendete er seine Tätigkeit in diesem Bereich.

## Veröffentlichungen (Auswahl)
- mit F Lichtenberger: Bibliography on Abstract Data Types. Informatik Fachbericht, vol 68, Springer, Berlin, 1983, ISBN 3-540-12312-1
- mit B Wall, F Winkler: Mathematische Expertensysteme. Expert Verlag, Ehningen, 1992, ISBN 3-8169-0908-6
- Improving Mathematics Teaching with Derive. Englisch: Chartwell-Bratt, Bromley, UK, 1996, ISBN 0-86238-422-2 Deutsch: Addison-Wesley, Bonn, Germany, 1995, ISBN 3-89319-860-1
- Introduction to the TI-92. Englisch: bk teachware, Hagenberg, Austria, 1997, ISBN 3-901769-02-1 Deutsch: Addison-Wesley, Bonn, Germany, 1996, ISBN 3-89319-952-7
- mit V Kokol-Voljc: Introduction to Derive 6. Englisch: Texas Instruments, Dallas, TX, USA, 2003, ISBN 3-9500364-5-8 Deutsch: Soft Warehouse Europe, Austria, 2003, ISBN 3-9500364-6-6
- Was kluge Leute essen … bk teachware, Hagenberg, Austria, 2006, ISBN 978-3-901769-71-9
- Introduction to TI-Nspire CAS (Software). Englisch: Texas Instruments, Dallas, TX, USA, 2007. Deutsch: Texas Instruments Europe, Freising, Germany, 2007.
- Technology and the Yin&Yang of Teaching and Learning Mathematics. Englisch: bk teachware, Hagenberg, Austria, 2008, ISBN 978-3-901769-83-2 Deutsch: bk teachware, Hagenberg, Austria, 2008, ISBN 978-3-901769-84-9
- Die Sprache der Zahlen. bk teachware, Hagenberg, Austria, 2006, ISBN 978-3-901769-73-3
- Mit dem Kosmos tanzen … bk teachware, Hagenberg, Austria, 2007, ISBN 978-3-901769-77-1